# Thomas J. Barrack Jr.

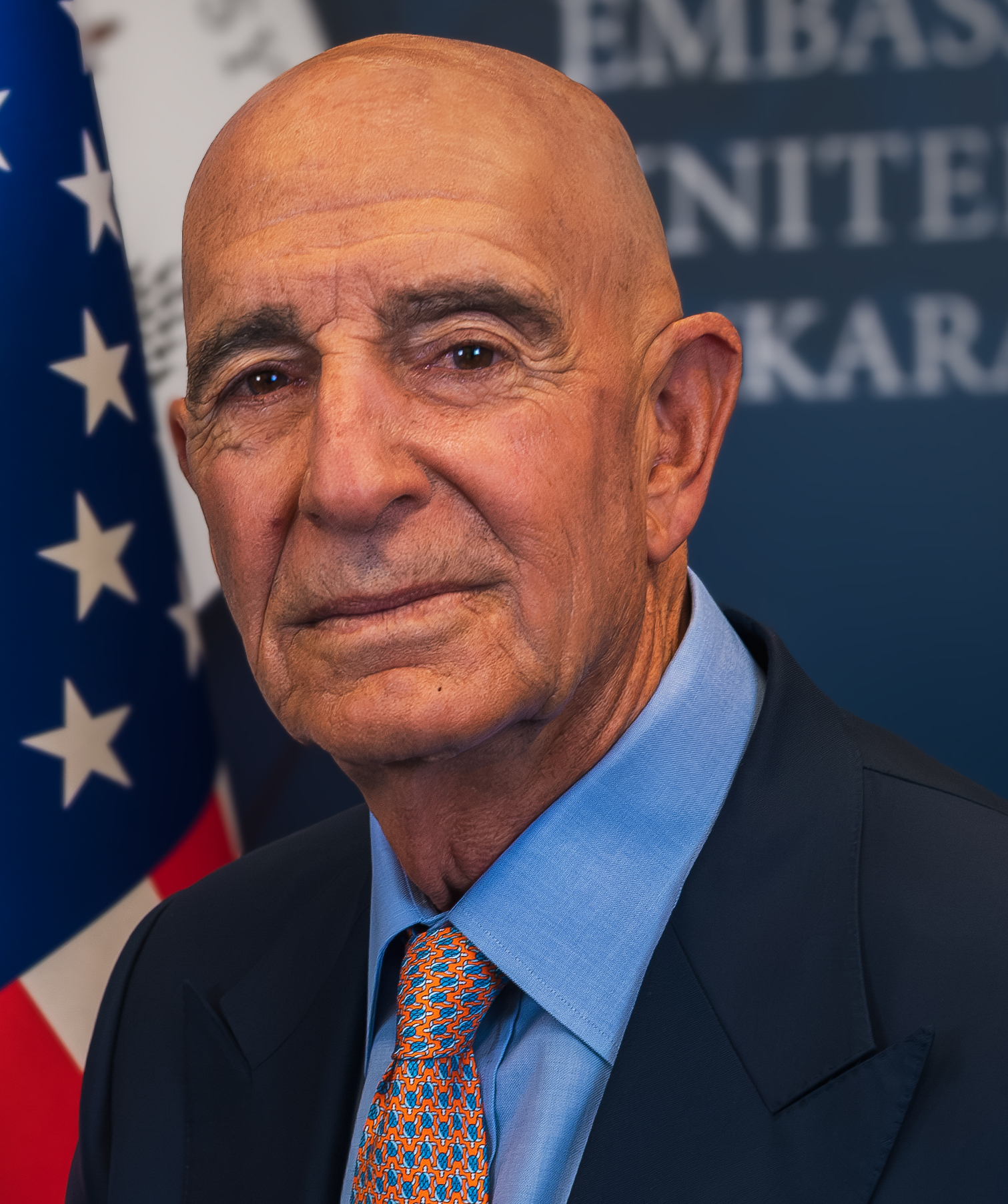
Tom Barrack

Thomas J. „Tom“ Barrack Jr. (geboren 28. April 1947 in Los Angeles) ist ein Immobilieninvestor und der Gründer und Vorstandsvorsitzende von Colony Northstar. Seit Mai 2025 ist er US-Botschafter in der Türkei und US-Sondergesandter in Syrien.
Barrack ist ein guter Freund und Unterstützer von US-Präsident Donald Trump, der Trump in den Medien repräsentierte. Während Trumps Wahlkampf 2016 war Barrack ein Top-Geld-Sammler und Gatekeeper. Er knüpfte Kontakte zu den Emiratis und Saudi-Arabien, empfahl dem Präsidentschaftskandidaten Trump, den Politikberater Paul Manafort als Wahlkampfmanager. Barrack versuchte dann, ein geheimes Treffen zwischen Manafort und dem Kronprinzen von Saudi-Arabien Mohammed bin Salman zu arrangieren. Barrack wurde zum Vorsitzenden von Trumps Presidential Inaugural Committee ernannt.
2021 und 2022 wurden Barrack und sein Geschäftspartner Matthew Grimes in neun Fällen angeklagt, weil sie als nicht registrierte ausländische Agenten Lobbyismus für die Vereinigten Arabischen Emirate (VAE) geleistet haben sollten. Im November 2022 wurden sie von allen Anklagepunkten freigesprochen.
Während seiner zweiten Präsidentschaft ernannte Trump war Barrack zum Sonder-Gesandten für Syrien und US-Botschafter in der Türkei.

## Familie und Ausbildung
Barracks Großeltern wanderten aus dem Libanon in die USA ein. Er schloss sein Studium an der University of Southern California (USC) im Jahr 1969 mit dem Bachelor of Arts ab. An der Universität war er Mitglied des Rugby Teams. Außerdem besuchte er die USC Gould School of Law, wo er 1972 seinen juristischen Doktor erhielt. Weiterhin war er Redakteur der Law Review.

## Karriere
Barracks hatte seine erste Tätigkeit bei der Rechtsanwaltskanzlei von Herbert w. Kalmbach, dem persönlichen Anwalt von Präsident Richard Nixon. Danach arbeitete er in Saudi-Arabien für die Firma Fluor Corporation, lernte Arabisch und arbeitete für saudische Prinzen. Kurz darauf half er auf Bitten des Investors Lonnie Dunn, diplomatischen Beziehungen zwischen Saudi-Arabien und dem von dem Diktator Jean-Claude Duvalier beherrschten Haiti aufzubauen.
Barrack diente als stellvertretender Unterstaatssekretär des Innenministeriums unter James G. Watt während der Reagan Regierung.
Später war Barrack ein Direktor der Robert-Bass-Gruppe.
Seinen ersten Kontakt mit Donald Trump hatte Barrack in den 1980ern. Er vermittelte 1985 sowohl ein Fünftel der Anteile der Alexander's-Kaufhäuser als auch 1988 das Plaza Hotel in New York von Robert Bass an Donald Trump. Trump verlor später beide Immobilien an Gläubiger.
Im Jahr 1991 gründete er Colony Capital, mit Investments von Bass und GE Capital und später von Eli Broad, Merrill Lynch und Koo Chen-fu. In den folgenden zwei Jahren erzielte Barrack 50 % Gewinn, indem er in zwangsversteigerte Immobilien investierte. Einige davon erwarb er von der Resolution Trust Corp., einer von der US-Regierung gegründeten Auffanggesellschaft. Diese kaufte Immobilien, Hypotheken und weitere Anlagen und verkaufte diese weiter.
Er investierte etwa 200 Millionen USD in Immobilien im Nahen Osten, 534 Millionen USD in notleidende deutsche Immobilienkredite und gewährte der Fotografin Annie Leibovitz einen Kredit über 24 Millionen Dollar. Außerdem gehört ihm die Neverland-Ranch des 2009 verstorbenen Pop-Sängers Michael Jackson. Durch Colony Capital hält Barrack ein 25 Milliarden USD schweres Portfolio an Vermögenswerten der Raffles International Hotel-Kette in Asien, Aga Khans früherem Domizil in Sardinien, der Resorts International Holdings, der One&Only Resorts, an Atlantis und anderen.
Colony American Homes geriet aufgrund der schlechten Behandlung der Mieter mit Mieterhöhungen, Zwangsräumungen in großer Zahl und fehlender Instandhaltung der Immobilien während der Weltfinanzkrise in die Kritik.
Im Jahr 2009 verhandelte Barrack mit Botschafter der Vereinigten Arabischen Emirate Yousef Al Otaiba, über den Verkauf eines Anteils am Raffles L'Ermitage Hotel im Wert von 41 Millionen Dollar an die Abu Dhabi Investment Authority.
2010 erwarb Barrack 70 Millionen Dollar der 666 Fifth Avenue Schulden von Jared Kushner. Kushner vermied später den Konkurs, als Barrack auf Trumps Bitte hin zustimmte, seine Verpflichtungen zu reduzieren.
Barrack ist ein Treuhänder der University of Southern California und ein Mitglied des Universitätsrates der Pepperdine University. Weiterhin arbeitete er in den Vorständen von Accor, Kerner, First Republic Bank, Continental Airlines, Korea First Bank und Megaworld Properties & Holdings. Der französische Präsident Nicolas Sarkozy zeichnete ihn mit Frankreichs höchstem Verdienstorden (Chevalier de la Légion d’honneur) aus.
Mit Stand von September 2011 war Barrack auf Platz 833 der reichsten Personen der Welt gelistet und auf Platz 375 der reichsten Personen in den USA. Sein geschätztes Gesamtvermögen umfasst 1,1 Milliarden US-Dollar. Jedoch war er im Jahr 2014 bereits kein Milliardär mehr.
Im Jahr 2012 verkaufte Barrack den Paris Saint-Germain F.C. an die Qatar Holding.
Im Oktober 2017 investierte Barracks Colony Capital in die Filmproduktionsfirma The Weinstein Company, angeblich um die Firma im Licht der Meldungen über sexuelles Fehlverhalten von Harvey Weinstein liquide zu halten. Barrack gehörte zuvor ein Anteil an Miramax, der früheren Firma der Weinstein-Brüder.
Barrack benutzte Unternehmen auf den Cayman Islands, um Geld von Pensionsfonds in Problemimmobilien zu investieren und Geld an die Mutterfirma von Colony zu senden, wie ein Organisationsplan zeigt, welcher in den Paradise Papers Dokumenten der Anwaltskanzlei Appleby auftauchte.

## Politische Aktivitäten
Barrack unterstützte Donald Trump in seinem Präsidentschaftswahlkampf im Jahr 2016. Er beschaffte große Geldsummen für Trumps „Rebuilding America Now“ Super-PAC und sprach während der Republican National Convention 2016. Barrack war unter der ersten Präsidentschaft Trumps Teil seines Beraterstabs.
Im Juli 2021 wurde er vom FBI vernommen. Er wurde angeklagt, aus finanziellen Gründen im Auftrag der Vereinigten Arabischen Emirate und des Königreichs Saudi-Arabien Trumps Politik beeinflusst zu haben. Unter anderem habe er auf Wunsch in einem Meinungsbeitrag die Diktaturen verharmlost und die Kräfte des Arabischen Frühlings denunziert. Ferner soll er Saudi-Arabien bei dem Vorhaben zum Bau von Atomreaktoren unterstützt haben.
Während der zweiten Präsidentschaft Trumps war Barrack Sondergesandter für Syrien und US-Botschafter in der Türkei. Im Juli 2025 warnte er, der Libanon riskiert eine Übernahme durch „Regionalmächte“, wenn die Regierung in Beirut nicht gegen die Waffenbestände der Hisbollah vorgeht.

## Anklage wegen Lobbyismus
Am 20. Juli 2021 wurden Barrack und sein Geschäftspartner Matthew Grimes angeklagt, im Auftrag eines ausländischen States Lobbyismus betrieben, die Justiz behindert und gegenüber den Strafverfolgungsbehörden falsche Angaben gemacht zu haben. Er war zwei Tage inhaftiert, bevor er gegen eine Kaution von 250 Millionen Dollar, die durch 5 Millionen Dollar in bar abgesichert war, freigelassen wurde. Die Anklageschrift wurde im Mai 2022 um den Vorwurf erweitert, Barrack habe sich um Investitionen in Höhe von Hunderten von Millionen Dollar aus den Vereinigten Arabischen Emiraten bemüht und in deren Namen illegal Lobbyarbeit bei der Trump-Administration betrieben.
Im Oktober 2022 versäumte er es in einem Gespräch mit einem Ermittler des Außenministeriums, die Namen der vier Emiratis zu nennen, die Barrack beauftragt hatten, um die Trump-Kampagne im Sinne der Regierung der Vereinigten Arabischen Emirate zu beeinflussen. Dieses Gespräch wurde geführt, um festzustellen, ob Barrack eine Gefahr für die nationale Sicherheit darstellte. Barrack hatte nur die Namen von Al Waleed bin Talal Al Saud, Nacho Figueras und Roberto Hernandez Ramirez genannt.
Am 4. November 2022 wurden Barrack und Grimes freigesprochen.

## Persönliches
Barrack war verheiratet und hat sechs Kinder. Sie wohnen in Los Angeles, Kalifornien. Ihm gehören auch eine 1200 Morgen große Bergranch in der Nähe von Santa Barbara, Kalifornien, Weinberge im Happy Canyon Weinbaugebiet von Santa Barbara sowie ein Lokal zur Weinverkostung in der Innenstadt von Santa Barbara. Er ist römisch-katholisch. Im Jahr 2016 reichte seine Frau die Scheidung ein. Im Jahr 2014 kaufte Barrack ein Haus in Santa Monica, Kalifornien, für 21 Millionen US-Dollar, das er später für 34 Millionen US-Dollar wieder verkaufte, dem höchsten Preis für eine Residenz in jenem Gebiet. 2017 kaufte er ein Haus in Aspen, Colorado, für 15,5 Millionen US-Dollar.

## Auszeichnungen und Ehrungen
- 2000: Golden Plate Award der American Academy of Achievement[43]
- 2005: Lloyd Greif Center for Entrepreneurial Studies' Entrepreneur of the Year Award[44]
- 2010: Chevalier de la Légion d’Honneur, eine von der französischen Regierung verliehene Auszeichnung für Bürger und Ausländer[45]